# Seppo Eskelinen
Seppo Antero Eskelinen, född 4 juli 1960 i Kontiolax, är en finländsk politiker (Socialdemokraterna). Han är ledamot av Finlands riksdag sedan 2019.
Eskelinen blev invald i riksdagen i riksdagsvalet 2019 med 6 245 röster från Savolax-Karelens valkrets.

## Utmärkelser
- Riddartecknet av Finlands Lejons orden[3]

[Redigera Wikidata]